# Marco Español de Cualificaciones para la Educación Superior
El Marco Español de Cualificación para la Educación Superior (MECES) es el marco español para promover la movilidad de la educación superior en Europa. La educación superior abarca las siguientes enseñanzas: universitarias, formación profesional superior y las enseñanzas de música y artes tiene su reflejo el QF-EHEA que es el marco europeo de cualificación para la educación superior.

## Niveles del QF-EHEA
El QF-EHEA se establece en cuatro niveles:
Ciclo cortoen el que entran los ciclos superiores de formación profesional
Primer cicloen el que entran los grados
Segundo cicloen el que entran los másteres
Tercer cicloen el que entran los doctorados

## QF-EHEA en los estados europeos

### Resumen
| País        | Población | Edad de inicio | Años de Estudio | Ciclo corto | Primer ciclo | Segundo ciclo     | Tercer ciclo         |
| ----------- | --------- | -------------- | --------------- | ----------- | ------------ | ----------------- | -------------------- |
| Alemania    | 84m       | 18             | 12              | Meister     | Bachelor     | Master            | Doctoral Degrees     |
| Reino Unido | 68m       | 18             | 11 y 2 medios   | HND         | Bachelor     | Master            | Doctoral Degrees     |
| Francia     | 68m       | 18             | 12              | BTS         | Licence      | Master            | Doctorado            |
| Italia      | 59m       | 18             | 13              | ITS         | Laurea       | Laurea magistrale | Dottorato di ricerca |
| España      | 49m       | 18             | 12              | CFGS        | Grado        | Máster o maestría | Doctorado            |
| Portugal    | 11m       | 18             | 12              | CTSP        | Grado        | Mestrado          | Doutorado            |

### QF-EHEA en Alemania
En Alemania existen las siguientes titulaciones:==
- Primer Ciclo

Meister-/Technikerausbildung, equivalente a grado según EQR

### QF-EHEA en Reino Unido
El acceso a la educación superior en Reino Unido es a los 18 años, tras 11 años de estudio más 2 años en los que los alumnos puede cursar solamente 3 o 4 asignaturas, para la equivalencia internacional serán considerados medios años, ya que los estudiantes podrían cursar 8 asignaturas un curso completo. El QF-EHEA se llama FHEQ. El FHEQ tiene las mismas definiciones, pero un nivel más que el QF-EHEA. El FHEQ establece los siguientes niveles.
- FHEQ Certificate (C) (sin reconocimiento en Europa)

Higher National Certificates (HNC)
Certificates of Higher Education (CertHE)
- Ciclo corto - FHEQ Intermediate (I)

Diplomas of Higher Education (DipHE)
Higher National Diplomas (HND)
Foundation Degrees (eg, FdA, FdSc)
- Primer ciclo - FHEQ Honours (H)

Bachelor's degrees with honours
Bachelor's degrees (eg, BA/BSc Hons)
- Segundo ciclo - FHEQ Masters (M)

Master's degrees (eg, MPhil, MLitt, MRes, MA, MSc)
Integrated master's degrees (eg, MEng, MChem, MPhys, MPharm)
- Tercer ciclo - FHEQ Doctoral (D)

Doctoral degrees (eg, PhD/DPhil (including new-route PhD), EdD, DBA, DClinPsy)

### QF-EHEA en Francia
El acceso a la educación superior en Francia es a los 18 años, tras 12 años de estudio. El QF-EHEA en Francia se llama Répertoire National Des Certifications Professionnelles (RNCP). El RNCP tiene las mismas definiciones y los mismos niveles que en el QF-EHEA. El RNCP establece los siguientes niveles:
- Ciclo corto - RNCP 3

Certifications de niveau 3
Brevet de technicien superieur
- Primer ciclo - RNCP 2

Certifications de niveau 2
Licence Profesionnelle
- Segundo ciclo - RNCP 1

Master
- Tercer ciclo - RNCP 1 par formation continue

Doctorat

### QF-EHEA en Italia[1]
En Italia existen las siguientes titulaciones:
- Ciclo corto

Diploma di tecnico superiore per la mobilità di persone e merci (ITS)
- Primer ciclo

Laurea
- Segundo ciclo

Laurea magistrale
- Tercer ciclo

Dottorato di ricerca.

### QF-EHEA en España
El acceso a la educación superior en España es a los 18 años tras 12 años de estudio. El QF-EHEA en España se llama MECES. El MECES tiene las mismas definiciones y los mismos niveles que en el QF-EHEA. El MECES establece los siguientes niveles:
El 7/02/2015 se equipara el MECES con el EQF europeo e indirectamente con QF-EHEA
- Ciclo corto - MECES 1 - EQF 5

Técnico Superior de Formación Profesional.
Técnico Superior de Artes Plásticas y Diseño.
Técnico Deportivo Superior.
- Primer ciclo - MECES 2 - EQF 6

Título de Grado universitario con menos de 300 créditos ECTS.
Graduado en enseñanzas artísticas superiores.
- Segundo ciclo - MECES 3 - EQF 7

Título de Grado universitario con 300 créditos ECTS o más.
Máster universitario.
Máster en Enseñanzas Artísticas.
- Tercer ciclo - MECES 4 - EQF 8

Doctor.

### QF-EHEA en Portugal
En Portugal se accede a la educación superior a los 18 años tras 12 años de estudio. La formación superior tiene dos partes la universitaria y la politécnica, aunque esta última se trata de universidades politécnicas
- Ciclo corto[5]

Curso técnico superior profissional.(creado el 18 de abril de 2014)
- Primer ciclo

Grado
- Segundo ciclo

Mestre
- Tercer ciclo

Doutor

### QF-EHEA en Irlanda
El QF-EHEA en Irlanda se llama National Framework of Qualifications(NFQ) y no es específico para la educación superior.
- Ciclo corto - NFQ 6

Higher Certificate
- Primer ciclo - NFQ 7-8

Ordinary Bachelor's degree
Honours Bachelor's Degree
Higher Diploma
- Segundo ciclo - NFQ 9

Master's degree
Postgraduate diploma
- Tercer ciclo - NFQ 10

Doctorate degree
Higher doctorate

### QF-EHEA en Dinamarca
El QF-EHEA en Dinamarca se llama Danish Qualifications Framework for Higher Education (DNQHE). El DNQHE tiene las mismas definiciones y los mismos niveles que el QF-EHEA.
- Ciclo corto - DNQHE Academy Profession level

Erhvervsakademigrad (AK)
VVU-grad (VVU)
- Primer ciclo - DNQHE Bachelor’s level

Bachelor
Kunstnerisk bachelorgrad
Professionsbachelorgrad
Professional Bachelor’s Degree(Top-up programme)
- Segundo ciclo - DNQHE Master’s level

Kandidat
Masteruddannelser
- Tercer ciclo - DNQHE PhD level

Ph.d.-grad